# Варокье, Анри де
Анри де Варокье (фр. Henry de Waroquier; 8 января 1881[…], Париж — 31 декабря 1970, Париж) — французский художник-пейзажист, скульптор, дизайнер, гравёр и педагог; представитель Парижской школы.

## Биография
Анри де Варокье родился 8 января 1881 года в столице Франции. В детстве он часто посещал галереи Дюран-Рюэля, Бинга и Воллара, которые располагались недалеко от его отчего дома на улице Лаффит. Хотя длительное обучение при Музее естественной истории заставило его задуматься о карьере биолога, он, даже став признанным специалистом в области минералогии и палеонтологии и «признавшись в чувстве огромной нежности к минералам», поступил на курсы архитектуры Шарля Женюи в Школе декоративных искусств, а также посещал занятия эллиниста Луи Менара, чтобы углубить свои познания в мифологии. Искусствовед Жюльен Кэн писал, что де Варокье обязан Менару «… откровением греческого искусства, которое ставит человека в центр вселенной. С самого начала он научился распознавать ценность объёмов, которые гармонично собирает архитектор…»
Получив необходимые знания и опыт, Анри де Варокье стал преподавателем декоративной композиции в Школе Этьена и преподавателем живописи в Скандинавской академии.
В поисках вдохновения он неоднократно путешествовал по Италии. Излюбленные его темы — пейзажи итальянских гор и юга Франции. Композиционное построение в пейзаже, четкость и строгость, сила напряжения и пафоса позволяют отнести Анри де Варокье к неоромантическому течению французской живописи XX века.
С 1919 года он жил на улице Монтань-Сент-Женевьев, затем в доме 15 на площади Пантеон в Париже.
В 1926 году было создано Общество изящных искусств Бельфора, ежегодно до Второй мировой войны организовывавшее крупные выставки в музеях, в которых Анри де Варокье участвовал наряду с многими известными художниками. В 1938 году он выставлялся в Салоне Тюильри на тему Испании.
Анри де Варокье умер 31 декабря 1970 года в родном городе и был и похоронен на кладбище Пер-Лашез.
Заслуги художника были отмечены орденом Почётного легиона.